# Álftanes
De voormalige gemeente Álftanes (IJslands: Sveitarfélagið Álftanes) ligt in zuidwest IJsland vlak bij de hoofdstad Reykjavik in de regio Höfuðborgarsvæðið. Er woonden in 2012 ruim 2400 mensen in Álftanes. Op het domein Bessastaðir in Álftanes bevindt zich de residentie van de president van IJsland. Op 31 december 2012 werd de gemeente opgeheven en opgenomen in de gemeente Garðabær. 
Reykjavíkurborg · Kópavogsbær · Seltjarnarnesbær · Garðabær · Hafnarfjarðarkaupstaður · Álftanes · Mosfellsbær · Kjósarhreppur